# Prosopocera patrizii
Prosopocera patrizii là một loài bọ cánh cứng trong họ Cerambycidae.